# Raionul Kniaghinino
Raionul Kniaghinino (în rusă Княгининский район, transliterat: Kniaghininskii raion) este una din unitațile adminstrative ale regiunii Nijnii Novgorod, Rusia.